# Edyta Bartosiewicz

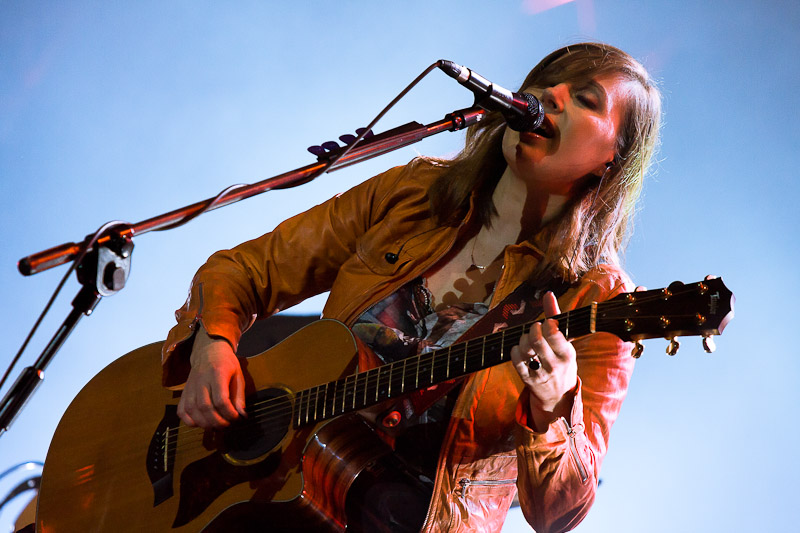
Edyta Bartosiewicz

Edyta Małgorzata Bartosiewicz (* 11. Januar 1965 in Warschau) ist eine polnische Sängerin, Komponistin und Songwriterin.

## Leben und Wirken
Edyta Bartosiewicz begann ihre Karriere 1990 mit der Band Holloee Polloy. Nachdem sie wieder aus der Band ausgestiegen war, fing sie an, Solo-Konzerte zu geben. Das Album The Big Beat wurde nie ein kommerzieller Erfolg. Trotzdem gab es ein großes Echo auf Edytas Stimme und Musik. 1990 trug sie mit ihrem Gesang zum Album The Beginning von Varius Manx bei. 1991 begannen die Arbeiten an ihrem ersten Soloalbum Love. Es erschien 1992 auf dem polnischen Markt und hat heute Goldstatus mit 67.000 verkauften Tonträgern. Im selben Jahr unterschrieb Edyta einen Plattenvertrag mit der Londoner Firma Chrysalis, um Love in Westeuropa herauszubringen. Trotz alledem hatte Edyta in Westeuropa keinen Erfolg. 1994 erschien ihr zweites Album Sen, das im Gegensatz zu Love nicht mehr größtenteils auf Englisch, sondern auf Polnisch eingesungen wurde.
Aufgrund des auslaufenden Plattenvertrages mit Universal Music Poland im Jahre 1999 veröffentlichte sie noch ein Best-Of-Album, ihr sechstes Album namens Dziś są moje urodziny (Heute ist mein Geburtstag).
Seitdem gibt es vereinzelte Singles und Co-Produktionen mit anderen Künstlern. 2001 schrieb sie auch Songs für Edyta Górniaks Album Perła, u. a. Nie proszę o więcej, der ein großer Erfolg wurde.
2003 kam nach längerer Pause ihre neue Single Niewinność heraus, welche auch das neue Album ankündigen sollte. Letztendlich wurde die Veröffentlichung des Albums über mehrere Jahre verschoben, es sollte 2006 erscheinen. Als 2006 jedoch ihr Manager starb, wurde die Premiere des Albums abgesagt. 2005 sang sie ein Duett mit Krzysztof Krawczyk mit dem Song Trudno tak (razem być nam ze sobą). 2008 trat sie zum ersten Mal nach 2006 wieder öffentlich auf. Am 1. Oktober 2013 erschien schließlich ihr sechstes Studioalbum Renovatio, welches die Spitzenposition der polnischen Albumcharts erreichte und mit über 30.000 verkauften Exemplaren die Platin-Schallplatte verliehen bekam.
Edytas erfolgreichste Hits sind Sen, Ostatni, Jenny und Tatuaż.

## Diskografie

### Alben
- 1990: The Big Beat (mit Holloee Polloy)
- 1992: Love
- 1994: Sen (PL: ×2Doppelplatin )
- 1995: Szok’n’show (PL: Platin)
- 1997: Dziecko (PL: Platin)
- 1998: Wodospady
- 1999: Dziś są moje urodziny
- 2013: Renovatio
- 2014: Love & More
- 2020: Ten moment